# Palazzo dei Gran Maestri dei cavalieri di Rodi

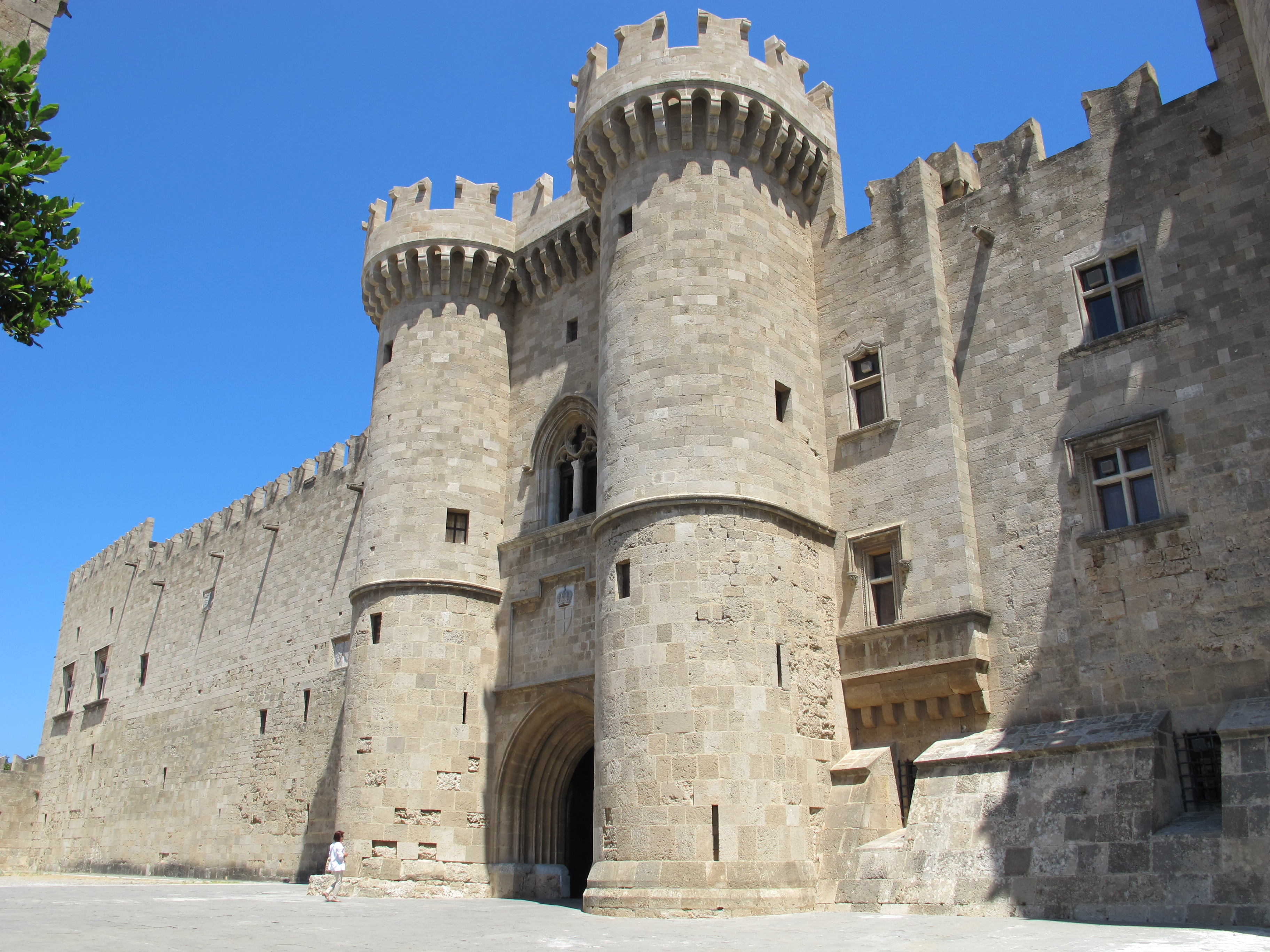
Entrata principale

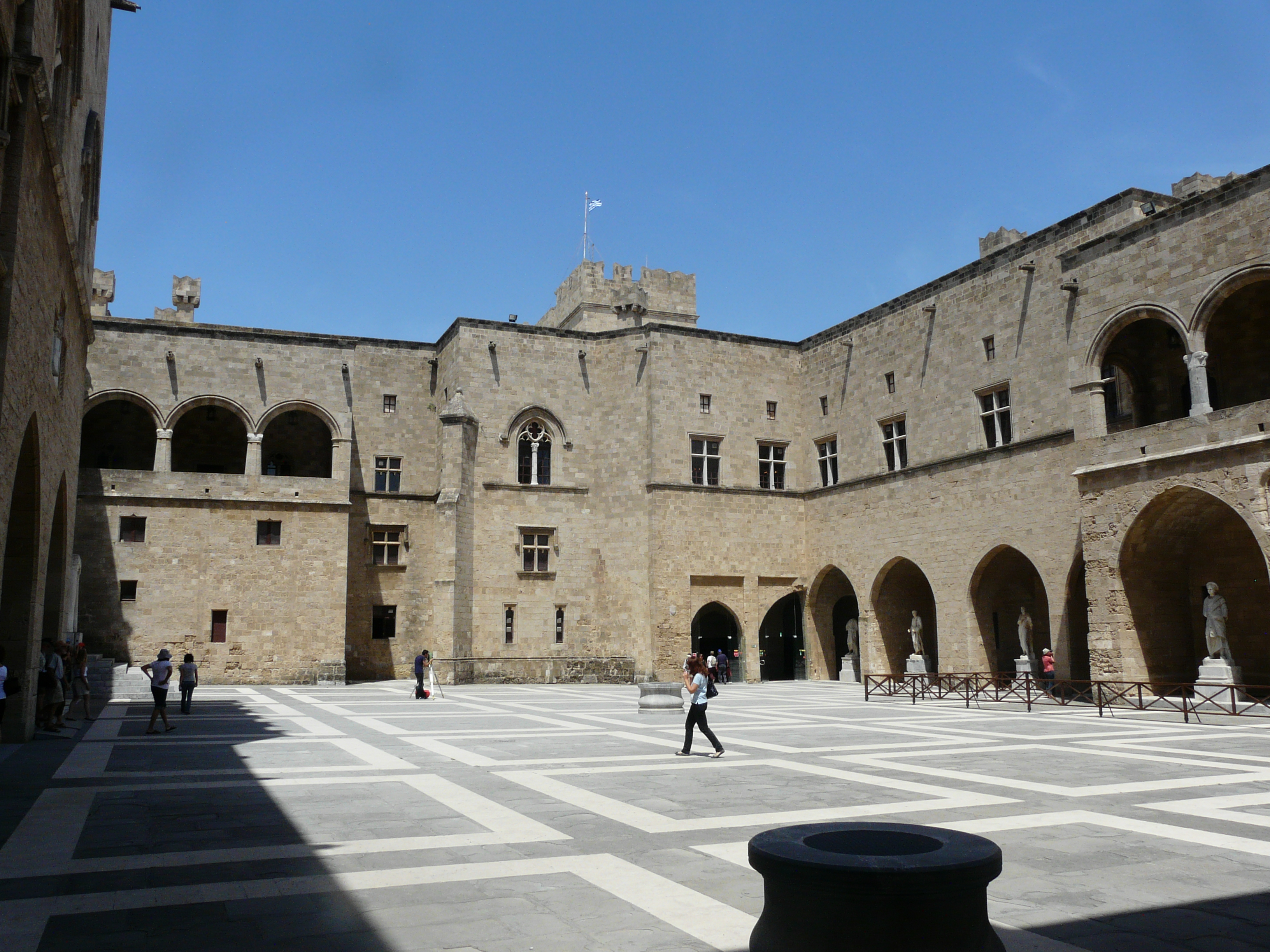
Il cortile

Il palazzo dei Gran Maestri dei cavalieri di Rodi si trova a Rodi città e rappresenta il culmine delle fortificazioni locali, patrimonio dell'umanità.

## Storia
Il palazzo fu costruito dai cavalieri di Rodi nel XIV secolo e abbandonato dopo il secondo assedio di Rodi. Fu trasformato dai turchi in galera nel periodo ottomano e andò quasi completamente distrutto nel 1856 per l'esplosione di una polveriera alloggiata nella vicina chiesa di San Giovanni, che sorgeva nella parte opposta della piazza antistante il palazzo. Con l'arrivo degli italiani nel Dodecaneso, nell'ambito di un progetto di recupero e restauro generale dell'edilizia medievale rodiota,  fu innalzato di nuovo nel 1937-40 dall'architetto italiano Vittorio Mesturino, con l’aiuto di Gregorio Gerardi, allo scopo di farne la prestigiosa sede del Governatore italiano; la ricostruzione non si fece scrupolo di fare innovazioni, come inserire nei pavimenti degli antichi mosaici greci ellenistici e bizantini, recuperati dall'isola di Kos e con libere interpretazioni delle parti mancanti.  L'ingresso con le sue imponenti torri è uno dei pochi elementi originali. L'interno fu decorato con mobili italiani e completamente riarredato secondo il gusto eclettico dell'epoca. Poco dopo la fine della seconda guerra mondiale, gli italiani dovettero lasciare l'isola e il palazzo alla Grecia. Attualmente è un museo aperto al pubblico.

## Descrizione
"Fortezza nella fortezza", il palazzo era il cuore nevralgico del Collachium, il quartiere dei cavalieri, nonché estremo rifugio per la popolazione cittadina nei momenti di pericolo. Spicca il portale maggiore, con due torri gemelle sporgenti, con pianta a ferro di cavallo e merlatura a coda forcuta. Il blasone sull'ingresso principale è del gran maestro Hélion de Villeneuve, in carica dal 1319 al 1346. Altre torri e spalti merlati lungo il perimetro erano organizzati in modo da poter resistere a un attacco anche in caso di varchi nelle mura.

### Interni
Al suo interno presenta un grande cortile porticato, lastricato con piastrelle di marmo a motivi geometrici e decorato, sul lato nord, da statue greche provenienti dall'Odeon di Coo.
Gli interni sono decorati da reperti provenienti soprattutto da Rodi e Coo, e da mobilio italiano. Il primo salone ad esempio ha stalli di coro cinquecenteschi e un mosaico tardo-ellenistico sul pavimento. Simile è il secondo salone. 
Nella sala di Laocoonte troneggia una copia del Gruppo del Laocoonte, il cui originale (in Vaticano) fu scolpito probabilmente proprio a Rodi. L'attigua Sala della Medusa ha un mosaico ellenico con la testa della gorgone, vasi donati dall'Imperatore di Giappone allo stesso Mussolini che li donò a sua volta al palazzo che sarebbe diventata la sua residenza ufficiale in caso di visita sull'isola. La seconda sala a volta trasversale, già ufficio del governatore, è pavimentata con un mosaico paleocristiano del V secolo, proveniente da Kos. 
La sala più grande è detta "dei Colonnati", dalle due file d'archi poggianti su colonne che ne reggono il soffitto, ciascuno su un diverso capitello antico di spoglio; vi si trovano mosaici paleocristiani del V secolo. Il mosaico più prezioso è forse quello delle Nove Muse, nella sala omonima.